# Лос Аламитос (Калифорнија)
Лос Аламитос (енгл. Los Alamitos) град је у америчкој савезној држави Калифорнија. По попису становништва из 2010. у њему је живело 11.449 становника.

## Демографија
Према попису становништва из 2010. у граду је живело 11.449 становника, што је 87 (0,8%) становника мање него 2000. године.
| Група             | 2000.         | 2010.         |
| Белци             | 7.836 (67,9%) | 6.721 (58,7%) |
| Афроамериканци    | 369 (3,2%)    | 324 (2,8%)    |
| Азијати           | 1.095 (9,5%)  | 1.471 (12,8%) |
| Хиспаноамериканци | 1.848 (16,0%) | 2.418 (21,1%) |
| Укупно            | 11.536        | 11.449        |